# Alabama Vipers
Die Alabama Vipers waren ein Arena-Football-Team aus Huntsville, Alabama, das in der Arena Football League (AFL) spielte. Das Franchise wurde 2000 als Tennessee Valley Vipers gegründet und spielte in der af2. Erst nach diversen Namens- und Ligenwechseln, wurde das Franchise in Vipers umbenannt.

## Geschichte

### Tennessee Valley Vipers (2000–2004)
Das Franchise wurde 2000 als Tennessee Valley Vipers gegründet und starteten im gleichen Jahr in der neu gegründeten af2.
Die Valley Vipers konnten bis zu deren Teilnahme an der United Indoor Football (UIF) 2005, in jedem Jahr die Playoffs erreichen und zogen sogar in ihrem ersten Jahr in den ArenaCup ein, verloren das Finale jedoch mit 59:68 gegen die Quad City Steamwheelers.

### Tennessee Valley Raptors (2005)
Zur Saison 2005 entschlossen sich die Besitzer, das Team in der United Indoor Football (UIF) antreten zu lassen. Grund dafür waren laut Besitzer das schlechte finanzielle Konzept der af2 und daraus resultierende finanzielle Schwierigkeiten.
Nach nur einer Saison mit 6 Siegen und 9 Niederlagen wurde das Franchise endgültig verkauft. Die neuen Besitzer benannten die Raptors in Rock River Raptors um und verlegten das Franchise nach Rockford, Illinois.

### Tennessee Valley Vipers (2006–2009)
2006 verkündete die af2, eine neue Mannschaft nach Huntsville bringen zu wollen. Die neuen Besitzer erwarben neben dem Franchise auch dessen alte Namens- und Logorechte. So konnte das Franchise wieder mit seinem alten Namen Valley Vipers auflaufen.
Obwohl die Valley Vipers in ihrer zweiten Amtszeit in der af2 in den ersten beiden Spielzeiten die Postseason verpassten, wurde der lang ersehnte ArenaCup-Gewinn im Jahr 2008 erreicht. Trotz der mittelmäßigen Hauptrunde mit 10 Siegen und 6 Niederlagen, konnten die Valley Vipers bis in das Finale einziehen und gewannen erst in der Verlängerung knapp mit 56:55 gegen die Spokane Shocks.

### Alabama Vipers (2010)
Nach der Saison 2009 stellte die af2 den Spielbetrieb ein, sodass die Valley Vipers als Alabama Vipers, an der Arena Football League (AFL) teilnehmen konnten. Aufgrund anhaltender schlechter Zuschauerzahlen, obwohl man überraschend gut in der AFL mithalten konnte, wurde das Franchise nach der Saison 2010 verkauft. Sie zog anschließend nach Duluth, Georgia um und spielten als Georgia Force noch zwei weitere Jahre in der AFL. Die Vipers hingegen wurden endgültig aufgelöst.

## Saisonstatistiken
| Jahr | Team                     | Liga | S  | N  | Playoffs erreicht | Playoffrunde |
| ---- | ------------------------ | ---- | -- | -- | ----------------- | --- |
| 2000 | Tennessee Valley Vipers  | af2  | 10 | 06 | ja                | S Viertelfinale gg. Tulsa Talons 49:28 S Halbfinale gg. Augusta Stallions 47:40 N ArenaCup gg. Quad City Steamwheelers 59:68                                                             |
| 2001 | Tennessee Valley Vipers  | af2  | 14 | 02 | ja                | S Viertelfinale gg. Tallahassee Thunder 70:52 N Halbfinale gg. Richmond Speed 50:51 |
| 2002 | Tennessee Valley Vipers  | af2  | 13 | 03 | ja                | N Achtelfinale gg. Birmingham Steeldogs 51:65 |
| 2003 | Tennessee Valley Vipers  | af2  | 14 | 02 | ja                | S Viertelfinale gg. Mohegan Wolves 47:30 N Halbfinale gg. Macon Knights 48:51 |
| 2004 | Tennessee Valley Vipers  | af2  | 12 | 04 | ja                | N Viertelfinale gg. Florida Firecats 58:62 |
| 2005 | Tennessee Valley Raptors | UIF  | 06 | 09 | ja                | S Viertelfinale gg. Fort Wayne Freedom 57:22 N Halbfinale gg. Sioux City Bandits 37:42                                                                                                   |
| 2006 | Tennessee Valley Vipers  | af2  | 03 | 13 | nein              | |
| 2007 | Tennessee Valley Vipers  | af2  | 07 | 09 | nein              | |
| 2008 | Tennessee Valley Vipers  | af2  | 10 | 06 | ja                | S Achtelfinale gg. Florida Firecats 48:33 S Viertelfinale gg. Wilkes-Barre/Cranton Pioneers 34:30 S Halbfinale gg. Manchester Wolves 45:35 S ArenaCup IX gg. Spokane Shock 56:55 (n. V.) |
| 2009 | Tennessee Valley Vipers  | af2  | 11 | 05 | ja                | N Achtelfinale gg. Green Bay Blizzard 56:60 |
| 2010 | Alabama Vipers           | AFL  | 07 | 09 | nein              | |

## Zuschauerentwicklung
| Jahr | Team                     | Zuschauerdurchschnitt |
| ---- | ------------------------ | --------------------- |
| 2000 | Tennessee Valley Vipers  | 6.237                 |
| 2001 | Tennessee Valley Vipers  | 5.822                 |
| 2002 | Tennessee Valley Vipers  | 5.424                 |
| 2003 | Tennessee Valley Vipers  | 5.549                 |
| 2004 | Tennessee Valley Vipers  | 5.067                 |
| 2005 | Tennessee Valley Raptors | n/a                   |
| 2006 | Tennessee Valley Vipers  | 3.979                 |
| 2007 | Tennessee Valley Vipers  | 4.405                 |
| 2008 | Tennessee Valley Vipers  | 4.136                 |
| 2009 | Tennessee Valley Vipers  | 4.101                 |
| 2010 | Alabama Vipers           | 4.696                 |